# Gabriel Parra
Gabriel Eugenio Parra Pizarro (Valparaíso, Chile; 25 de julio de 1947-Palpa, Perú; 15 de abril de 1988) fue un músico chileno conocido por ser uno de los fundadores de la banda de rock chilena Los Jaivas, donde se desempeñó como baterista y multinstrumentista hasta su muerte en un accidente automovilístico.
Parra es ampliamente considerado uno de los mejores bateristas en la historia de la música chilena y en su natalicio se celebra el día nacional del baterista.

## Biografía
Desde pequeño, Gabriel siente un especial afecto por los instrumentos de percusión. En efecto, a los cinco años inventa una batería improvisada con las ollas de su madre como bombos y unos tubos de plástico como baquetas. Cuando participa en los boy-scouts, se encarga de los redobles y de marcar el ritmo con la caja, instrumento musical con el que se vuelve a encontrar con posterioridad en álbumes como El Volantín y La Ventana.
Al momento de formar el grupo junto con sus hermanos Claudio y Eduardo, y sus amigos Gato Alquinta y Mario Mutis, su gran habilidad manual y su hiperkinética actividad hacen que asuma como baterista natural de la banda. Dentro de ella, destaca por su natural liderazgo y su habilidad para las relaciones públicas, lo que lo hace ser el artífice de las primeras actuaciones de The High-Bass, nombre primitivo de Los Jaivas, así como las del grupo ya constituido formalmente.

## Muerte
El 8 de abril de 1988 Gabriel Parra, el legendario baterista de Los Jaivas tomó un avión a Lima para comenzar con la organización de un concierto único en Nazca, motivado por su interés personal por la cultura incaica. La mañana del 15 de abril salió de su hotel en la capital y tomó la carretera Panamericana rumbo al sur, acompañado sólo de una productora peruana. Pasado el pueblo de Palpa, 380 kilómetros al sur de Lima, el automóvil chocó con un monolito justo en un ángulo conocido entre los locales como curva del diablo. Gabriel Parra falleció en minutos.

## Estilo musical y legado
Debido a su estilo percusivo dinámico, creativo y veloz, Parra es ampliamente catalogado como uno de los mejores bateristas en la historia de la música chilena.
Instrumentalmente, Parra es conocido por la enorme batería Ludwig Octaplus que usó durante la década de 1980. La batería estaba compuesta de una caja, doce toms, siete platillos y dos bombos de 22 pulgadas, que además solía acompañar de otros instrumentos de percusión como la tumbadora, el tormento, las maracas, el bombo legüero, el cencerro y las campanas tubulares. Adicionalmente, Parra era capaz de tocar la tarka, la trompeta y el charango.